# Campeonato de España de Atletismo 1919
El III Campeonato de España de Atletismo, se disputó los días 18 y 19 de octubre de 1919 en las instalaciones deportivas de Campo del Español, Barcelona, España. En esta edición solo se disputaron pruebas masculinas teniendo como novedad el ser de participación abierta por lo que pudieron competir por primera vez atletas de origen extranjero.

## Clasificación final por federaciones
1º-Federación Guipuzcoana (7 victorias)

2º-Federación Catalana (5 victorias)

3º-Federación Castellana (4 victorias)

## Resultados

### Masculino
| Evento                                 | Oro                                                                                     | Plata                                             | Bronce                                                                         |
| -------------------------------------- | --------------------------------------------------------------------------------------- | ------------------------------------------------- | ------------------------------------------------------------------------------ |
| 100 metros                             | Félix Mendizábal Federación Guipuzcoana 11.4                                            | Rafael María Casas Federación Catalana 11.6       | Gonzalo Leyra Federación Castellana ??                                         |
| 200 metros                             | Félix Mendizábal Federación Guipuzcoana 24.2                                            | Gonzalo Leyra Federación Castellana ??            | Diego Ordóñez Federación Guipuzcoana ??                                        |
| 400 metros                             | Rafael Hernández Coronado Federación Castellana 58.8                                    | José Gallostra Federación Guipuzcoana ??          | Domingo Federación Catalana ??                                                 |
| 800 metros                             | Miguel García Federación Guipuzcoana 2:07.4 REsp                                        | José Gallostra Federación Guipuzcoana 2:09.6      | Navarro Federación Catalana ??                                                 |
| 1500 metros                            | Juan Muguerza Federación Guipuzcoana 4:18.0 REsp                                        | Teodoro "Diodoro" Pons Federación Catalana 4:22.0 | Vicente Abad Federación Vizcaína ??                                            |
| 5000 metros                            | Juan Muguerza Federación Guipuzcoana 17:02.0                                            | Rosendo Calvet Federación Catalana 17:06.4        | Gabriel Gost Federación Mallorquina ??                                         |
| 110 metros vallas                      | Jaime Nin Federación Catalana 19.0                                                      | José López Velasco Federación Castellana 19.2     | Esteban Baguer Federación Catalana 19.8                                        |
| Salto de altura                        | G.Blume Extranjero (Fuera de concurso) 1.65                                             | Fleiter Extranjero (Fuera de concurso) 1.65       | Alberto Barrena Federación Castellana 1.55                                     |
| Salto de altura sin impulso            | Fleiter Extranjero (Fuera de concurso) 1.35                                             | José García Lorenzana Federación Castellana 1.35  | José Soler Federación Catalana 1.30 Pompeyo Sevilla Federación Castellana 1.30 |
| Salto con pértiga                      | Juan Bautista Erice Federación Vizcaína 3.18                                            | Enrique Granados Federación Catalana 2.90         | Antonio Gorrochategui Federación Guipuzcoana 2.80                              |
| Salto de longitud                      | Miguel García Federación Guipuzcoana 6.13 REsp                                          | Rafael María Casas Federación Catalana 5.80       | Félix Mendizábal Federación Guipuzcoana 5.68                                   |
| Salto de longitud sin impulso          | Pompeyo Sevilla Federación Castellana 2.81                                              | Miguel García Federación Guipuzcoana 2.775        | G.Blume Extranjero (Fuera de concurso) 2.76                                    |
| Triple salto                           | Esteban Baguer Federación Catalana 11.725                                               | A.Barrena Federación Castellana 11.50             | Godall Federación Catalana 10.99                                               |
| Lanzamiento de peso                    | Ricardo Astorquia Federación Vizcaína 11.15                                             | José Soler Federación Catalana 10.77              | L.Uettwiller Extranjero (Fuera de concurso) 10.28                              |
| Lanzamiento de disco                   | Ricardo Astorquia Federación Vizcaína 31.46                                             | Juan Ansola Federación Guipuzcoana ??             | Esteban Baguer Federación Catalana ??                                          |
| Lanzamiento de martillo                | L.Uettwiller Extranjero (Fuera de concurso) 27.42                                       | G.Blume Extranjero (Fuera de concurso) 26.25      | José Soler Federación Catalana 20.98                                           |
| Lanzamiento de jabalina (estilo libre) | Luis Monasteriobide Federación Castellana 46.86 REsp                                    | Ricardo Astorquia Federación Vizcaína 41.10       | Jaime Nin Federación Catalana 37.86                                            |
| 5.000 metros marcha (en pista)         | Luis Meléndez Federación Catalana 24:52.0 REsp                                          | Enrique Badía Federación Catalana 26:59.0         | Pérez Federación Catalana 29:34.4                                              |
| Relevos 4x250 metros                   | Federación Guipuzcoana Diego Ordóñez Félix Mendizábal José Gallostra García 2:08.0 REsp | Federación Castellana ??                          | Federación Catalana ??                                                         |